# Muurusjärvi
Muurusjärvi är en sjö i kommunen Enontekis i landskapet Lappland i Finland. Sjön ligger 312,1 meter över havet. Arean är 42 hektar och strandlinjen är 3,11 kilometer lång. Sjön  ingår i Kemi älvs huvudavrinningsområde.   Den ligger omkring 230 kilometer norr om Rovaniemi och omkring 920 kilometer norr om Helsingfors. 
Sydväst om Muurusjärvi ligger Muurusrova. 